# Bob vid olympiska vinterspelen 1998
Resultaten från tävlingarna i bob vid olympiska vinterspelen 1998, detta var det sista spel då inte kvinnor deltog i bob.

## Medaljörer
| Spel                          | Guld                                                                 | Silver                                                       | Brons                                                                |
| Herrar, fyramanna Detaljer... | Tyskland Christoph Langen Markus Zimmermann Marco Jakobs Olaf Hampel | Schweiz Marcel Rohner Markus Nüssli Markus Wasser Beat Seitz | Frankrike Bruno Mingeon Emmanuel Hostache Eric Le Chanony Max Robert |
| Herrar, fyramanna Detaljer... | Tyskland Christoph Langen Markus Zimmermann Marco Jakobs Olaf Hampel | Schweiz Marcel Rohner Markus Nüssli Markus Wasser Beat Seitz | Storbritannien Sean Olsson Dean Ward Courtney Rumbolt Paul Attwood   |
| Herrar, tvåmanna Detaljer...  | Kanada Pierre Lueders David MacEachern                               | ingen                                                        | Tyskland Christoph Langen Markus Zimmermann                          |
| Herrar, tvåmanna Detaljer...  | Italien Günther Huber Antonio Tartaglia                              | ingen                                                        | Tyskland Christoph Langen Markus Zimmermann                          |

## Medaljtabell
| Pl. | Nation         | Guld | Silver | Brons | Totalt |
| --- | -------------- | ---- | ------ | ----- | ------ |
| 1   | Tyskland       | 1    | 0      | 1     | 2      |
| 2   | Kanada         | 1    | 0      | 0     | 1      |
| 2   | Italien        | 1    | 0      | 0     | 1      |
| 4   | Schweiz        | 0    | 1      | 0     | 1      |
| 5   | Frankrike      | 0    | 0      | 1     | 1      |
| 5   | Storbritannien | 0    | 0      | 1     | 1      |